# Lithostege turkmenica
Lithostege turkmenica là một loài bướm đêm trong họ Geometridae.